# Sân bay quốc tế General Francisco J. Mujica
Sân bay quốc tế Francisco Mujica hay Sân bay quốc tế Morelia (IATA: MLM, ICAO: MMMM) là một sân bay quốc tế ở Morelia, Michoacán, México. Sân bay này phục vụ các tuyến bay nội địa và quốc tế của thành phố Morelia. Đây là một điểm kết nối quan trọng của hãng Mexicana với các tuyến ở Hoa Kỳ. Sân bay được đặt theo tên của cựu thống đốc Michoacán Francisco J. Mújica.

## Các hãng hàng không và các tuyến bay

### Nội địa
- Aeromar (Thành phố Mexico)
- Aeromexico
  - Aeromexico Connect (Thành phố Mexico)
- Avolar (Tijuana)
- Viva Aerobus (Monterrey)
- Volaris (Tijuana)

### Quốc tế
- Continental Airlines
  - Continental Express do ExpressJet Airlines đảm trách (Houston-Intercontinental)
- Mexicana (Chicago-O'Hare, Los Angeles, Sacramento, San Francisco, San Jose (CA))